# Хотхун, Роберт

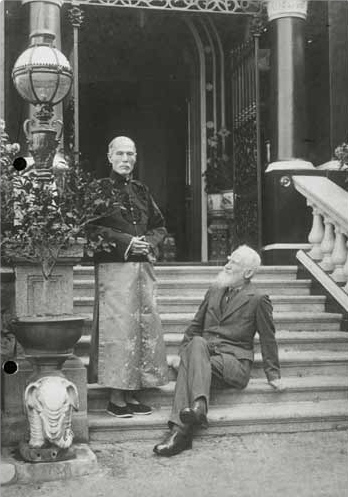
Роберт Хотхун и Джордж Бернард Шоу на вилле The Falls в 1933 году

Роберт Хотхун (сэр Роберт Хотун Босман, Хэ Дун, Sir Robert Ho Tung Bosman, 何東, 22 декабря 1862 года, Гонконг — 26 апреля 1956 года, Гонконг) — влиятельный предприниматель и филантроп Британского Гонконга, рыцарь ордена Британской империи, был известен как «великий старец Гонконга». Владел недвижимостью на пике Виктории — в самом престижном районе гонконгской знати. Родоначальник разветвлённого делового клана, до сих пор играющего большое значение в экономике Гонконга и Макао.
В начале XX века Роберт Хотхун был одним из патронов активной в Гонконге китайской ложи Теософского общества.

## Биография
Роберт Хотхун родился в 1862 году в Британском Гонконге в смешанной европейско-китайской семье. Его отцом был голландский еврей Чарльз Генри Босман (1839—1892), а матерью — китаянка Си Тай (иер. трад. 施娣, ютпхин: si1 dai6, 1843—1896) из уезда, существовавшего на месте нынешнего Шэньчжэня. Чарльз Босман являлся главой торгового дома Bosman and Co, совладельцем первого в городе фешенебельного Hong Kong Hotel, открывшегося в 1868 году, и директором судостроительных верфей Hong Kong and Whampoa Dock, основанных в 1863 году шотландским бизнесменом Томасом Сазерлендом.
К 1869 году Чарльз Босман занимал пост консула Нидерландов в Гонконге и управлял собственной компанией по страхованию морских судов, среди клиентов которой была крупнейшая группа колонии Jardine, Matheson & Co. Позже Чарльз Босман перебрался в Великобританию, в 1888 году получил британское гражданство и в 1892 году скончался в Лондоне.
Благодаря произношению фамилии отца на кантонский манер (Bo-se-man, По-сэ-мань) Роберт сперва был записан как Ho Sze Man (Хосэмань), а позже — как Ho Tung (Хотхун). В 1878 году он окончил Центральную школу (сегодня известна как Королевский колледж Гонконга), после чего перебрался в Кантон, где работал клерком в китайской Императорской морской таможенной службе.
В 1880 году Роберт Хотхун вернулся в Гонконг, и благодаря деловым связям отца стал работать помощником в одном из отделов компании Jardine, Matheson & Co. Знание английского и китайского языков, деловая хватка, смешанное происхождение, обширные знакомства среди коммерсантов Гонконга и Кантона способствовали тому, что вскоре Роберт Хотхун стал главным компрадором Jardine, Matheson & Co (эту должность он занимал до выхода на пенсию в 1889 году). К концу XIX века Хотхун являлся одним из богатейших людей Гонконга, соперничая по состоянию с владельцами ведущих британских торговых домов колонии.
После ухода из Jardine, Matheson & Co Роберт Хотхун продолжал заниматься бизнесом, возглавляя многие гонконгские компании, в том числе крупнейшего застройщика Hongkong Land (основана в 1889 году Полом Чатером и Джеймсом Кесвиком). Также он входил в попечительные советы влиятельных благотворительных организаций, таких как Tung Wah Group of Hospitals (основана в 1870 году), активно финансировал Синьхайскую революцию (1911—1912) и помогал Сунь Ятсену. Роберт Хотхун был одним из основателей и первым председателем частного «Китайского клуба», созданного в 1897 году китайскими бизнесменами Гонконга в ответ на дискриминацию со стороны британцев, не пускавших китайцев в свои закрытые клубы. В 1915 году Хотхун был посвящён в британские рыцари.

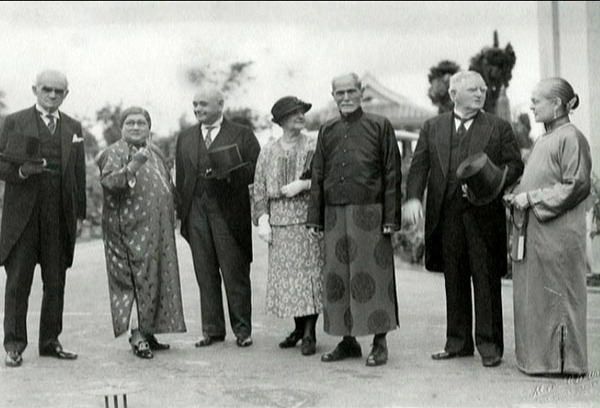
Роберт Хотхун и Джон Нэнс Гарнер на вилле The Falls в 1935 году

В 1916 году Роберт Хотхун был награждён почётной докторской степенью по юриспруденции Гонконгского университета. В 1924 году он представлял Гонконг на выставке в Лондоне, где встречался с королевой Марией Текской и другими влиятельными особами империи.
В 1927 году его вторая жена Клара Чхюнь Линькок расширила один из четырёх особняков Хотхуна на пике Виктории (Пик-роуд, 75), превратив его в фешенебельную резиденцию (тогда она была известна как The Falls или Hiu Kok Yuen, позже входила в состав комплекса поместий Ho Tung Gardens). Хотя сам Хотхун жил на соседней вилле The Neuk, в The Falls он регулярно принимал почётных гостей, в том числе британского драматурга Джорджа Бернарда Шоу и американского вице-президента Джона Нэнса Гарнера.
Во время японской оккупации Гонконга Роберт Хотхун уехал в Макао, но его доверенные лица смогли сохранить активы коммерсанта без существенных потерь. Умер в Гонконге в 1956 году в возрасте 93 лет. Роберт Хотхун и его первая жена Маргарет похоронены на христианском участке Гонконгского кладбища в Хэппи-Вэлли, вторая жена Клара и другие члены семьи — на буддийском участке евразийского кладбища Чхиуюнь (Chiu Yuen) на горе Дэвис.

## Награды
Британские
- Звание «Рыцарь-бакалавр» с правом на приставку «сэр» к имени (12 июля 1915)[23].
- Орден Святого Иоанна Иерусалимского степени рыцаря Справедливости (22 декабря 1924)[24].
- Орден Британской империи степени рыцаря-командора (1 января 1955)[25].

Иностранные
- Орден Золотого зерна[англ.] 3-го класса (Китайская Республика, 1914)[26][27].
- Орден Золотого зерна 2-го класса (Китайская Республика, 1918)[27][28].
- Орден Золотого зерна 2-го класса с бриллиантами (Китайская Республика, 1921)[26][27].
- Орден Золотого зерна 1-го класса с шейной лентой (Китайская Республика, 1922)[26][27].
- Орден Христа степени командора (Португальская Республика, 1925)[26][29].
- Орден Христа степени гранд-офицера (Португальская Республика, 1930)[26][27].
- Орден Почётного легиона степени командора (Французская Республика, 1932)[26][27].
- Знак Германского Красного Креста[англ.] 1 класса (Германское государство, 1932)[26][27].
- Орден Короны Италии степени командора (Итальянское королевство, 1933)[26][27].
- Орден Леопольда степени командора (Королевство Бельгия, 1934)[26][27].
- Императорский орден Дракона Аннама степени командора (Аннамская империя, 1935)[26][27].
- Золотая похвальная медаль[англ.] (Китайская Республика, 1938)[26][27].
- Орден Сверкающего нефрита 2-го класса с большой лентой (Китайская Республика, 1939)[26][27].
- Орден Народного образования степени гранд-офицера (Португальская Республика, 18 июля 1952)[27][30].

## Семья

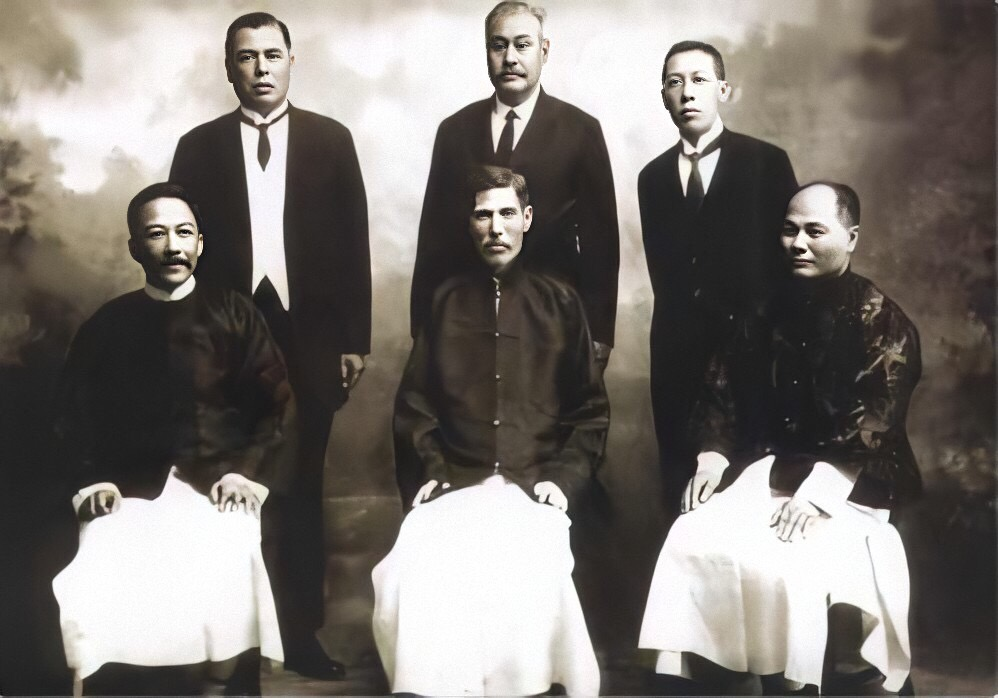
Роберт Хотхун (сидит в середине) и Хо Фук (стоит слева)

У Роберта Хотхуна было четыре сестры и пять братьев. Его родной брат Хо Фук (Ho Fook, 何福, 1863—1926) начинал карьеру клерком во вьетнамском порту Хайфон, затем устроился переводчиком в юридической фирме Denneys & Mossop, с 1891 года по протекции Роберта работал компрадором в Jardine, Matheson & Co. Позже Хо Фук был одним из лидеров китайской общины Гонконга, мировым судьёй, членом Законодательного совета Гонконга, членом совета двух самых известных благотворительных организаций колонии — Tung Wah Hospital и «Общества защиты женщин и детей» (Po Leung Kuk). Также Хо Фук был исполнительным директором местной газеты Hongkong Telegraph, одним из основателей «Китайской генеральной торговой палаты» (1900 год), вице-президентом Общества китайских школ Эллиса Кадури и членом правления Гонконгского университета.
Ежегодные стипендии Хо Фука позволяли учиться десяткам китайцев в Королевском колледже и Гонконгском университете, на его пожертвования Гонконгский университет открыл Школу физиологии. У Хо Фука было пять дочерей и 13 сыновей, пять из которых работали компрадорами в различных иностранных компаниях. После того, как братья Роберт Хотхун и Хо Фук вышли на пенсию, главным компрадором Jardine, Matheson & Co стал сын Хо Фука по имени Хо Лён. Другой его сын Хо Иу был компрадором Mercantile Bank of India, London and China, Хо Кхи — компрадором торгового дома Sassoon and Company, Хо Вин — компрадором The Hongkong and Shanghai Banking Corporation, а Хо Сайчхюнь — членом Санитарного совета Гонконга. Одним из внуков Хо Фука является миллиардер и игорный магнат Стэнли Хо (совладелец многопрофильных групп SJM Holdings и Shun Tak Holdings).
Другой родной брат Роберта Хотхуна по имени Хо Камтхон (Хо Ганьтан, 何甘棠, 1866–1950) также был компрадором Jardine, Matheson & Co и видным филантропом (вместе с братьями входил в правление благотворительной организации Tung Wah Hospital). У него было несколько жён и более тридцати детей. Одной из приёмных дочерей Хо Камтхона была Грейс Хо (何爱瑜, 1907—1996) — мать актёра Брюса Ли. В Kom Tong Hall, бывшем доме Хо Камтхона, сегодня размещается гонконгский музей Сунь Ятсена.

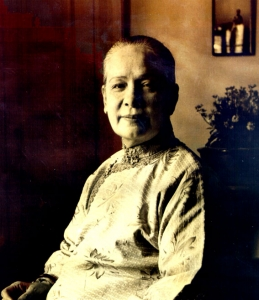
Вторая жена Роберта Хотхуна Клара

В возрасте 15 лет Роберт Хотхун был неофициально помолвлен с дочерью Гектора Колла Маклина из Jardine, Matheson & Co, юной Маргарет Маклин (1865—1944). Они поженились через три года, когда Роберту исполнилось 18 лет. Так как Маргарет была бездетной, Роберт по старой китайской традиции усыновил старшего сына своего брата Хо Фука, Хо Вина, а в 1891 году взял в качестве любовницы Чау Имань (周綺文). Позже Маргарет Маклин познакомила Роберта со своей кузиной по материнской линии Кларой Чхюн Линькок, и они в 1895 году поженились. От Клары у Роберта Хотхуна было трое сыновей и семь дочерей, от Чау Имань — дочь Мэри.
Вторая жена Клара (1875–1938) была ревностной буддисткой и активно занималась благотворительностью. В 1931 году, на годовщину их свадьбы, Роберт Хотхун пожертвовал в фонд жены 100 тыс. гонк. долларов, благодаря чему были построены многие школы Гонконга, в том числе женская буддийская школа-монастырь Тхунлинькокъюэнь в Хэппи-Вэлли.
Старший сын Роберта и Клары, Эдвард Хотхун (1902–1957) был влиятельным банкиром и филантропом, он стоял у истоков Chinese Gold and Silver Exchange в Гонконге, а во время японской оккупации был казначеем Китайского военного фонда в Шанхае. Сын Эдварда Эрик Хотхун был бизнесменом и дипломатом в Восточном Тиморе, работал на Нью-Йоркской фондовой бирже и в компании General Motors.

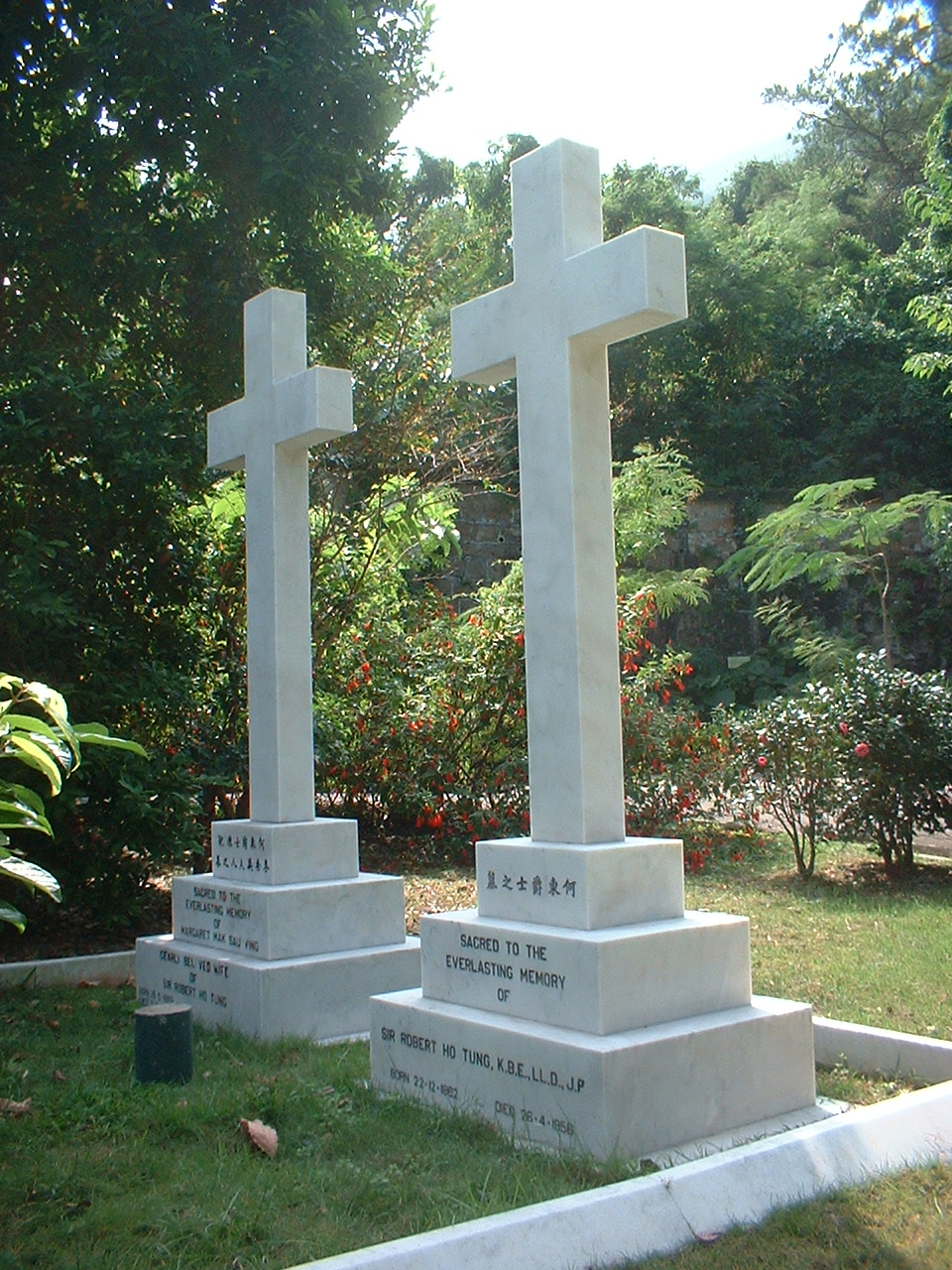
Надгробия Роберта Хотхуна и его первой жены Маргарет

Второй сын Роберта и Клары, Роберт Хо Сайлай (1906–1998) был генералом Гоминьдана. Он отказался от британского паспорта и принял гражданство Тайваня, после чего служил послом этой страны в Японии и членом делегации при ООН. Его сын Роберт Хо Хуннгай (何鴻毅) работал журналистом и издателем в Гонконге, позже основал канадское общество Тхунлинькокъюэнь.
Пятый, внебрачный сын Роберта Хотхуна и Кэйт Арчер, Джордж Хо Чочи (何佐芝, 1918–2014) был влиятельным гонконгским медиа-магнатом, основателем Commercial Radio Hong Kong (1959) и Commercial Television (1975), директором Jardine Matheson Holdings, Hongkong Land и Bank of East Asia. В 2001 году он был награждён высшей наградой Гонконга — Звездой золотой баугинии (Gold Bauhinia Star).
Старшая дочь Виктория Хотхун (или леди Ло) вышла замуж за сэра Ло Манькама (羅文錦) — известного адвоката, члена Исполнительного и Законодательного советов Гонконга, посвящённого в рыцари после Второй мировой войны (его отец Ло Чхёнсиу был компрадором Jardine, Matheson & Co, директором China Light and Power Company, Hong Kong Construction Company и Tung Wah Hospital, а также мировым судьёй).
Дочери Айрин Ченг (Irene Cheng), Джин Джиттинс (Jean Gittins) и Флоренс Йео (Florence Yeo) стали писательницами. Айрин Ченг в 1936 году получила степень доктора философии Лондонского университета. Джин Джиттинс после войны уехала в Австралию, где работала в Мельбурнском университете.

## Память и наследие
В Гонконге есть много парков, школ и зданий, основанных Робертом Хотхуном или названых в его честь:
- Холл леди Хотхун (Lady Hotung Hall) Гонконгского университета
- Средняя школа имени Хотхуна (Hotung Secondary School)
- Школа имени короля Георга V (King George V School)
- Буддийская школа Тхунлинькокъюэнь (Tung Lin Kok Yuen)
- Абердинская техническая школа
- Игровая площадка Хотхуна школы Покок
- Клиника Хотхуна

В Макао имеется библиотека сэра Роберта Хотхуна (Sir Robert Ho Tung Library), размещённая в особняке, в котором он жил во время японской оккупации Гонконга.

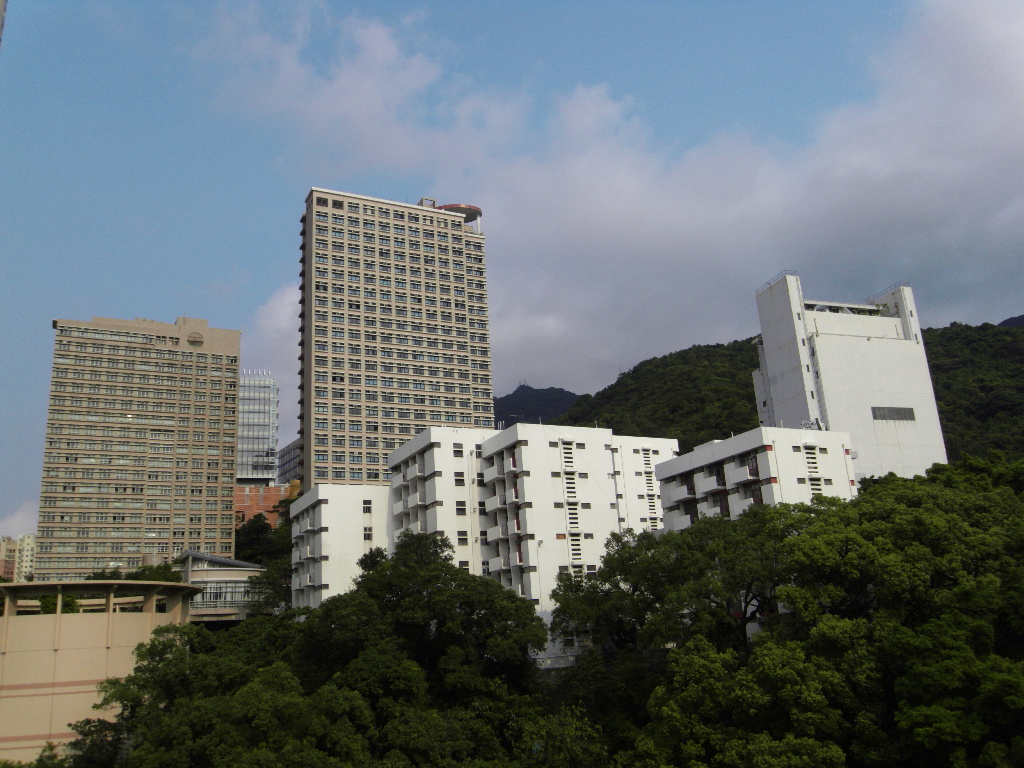
Холл леди Хотхун
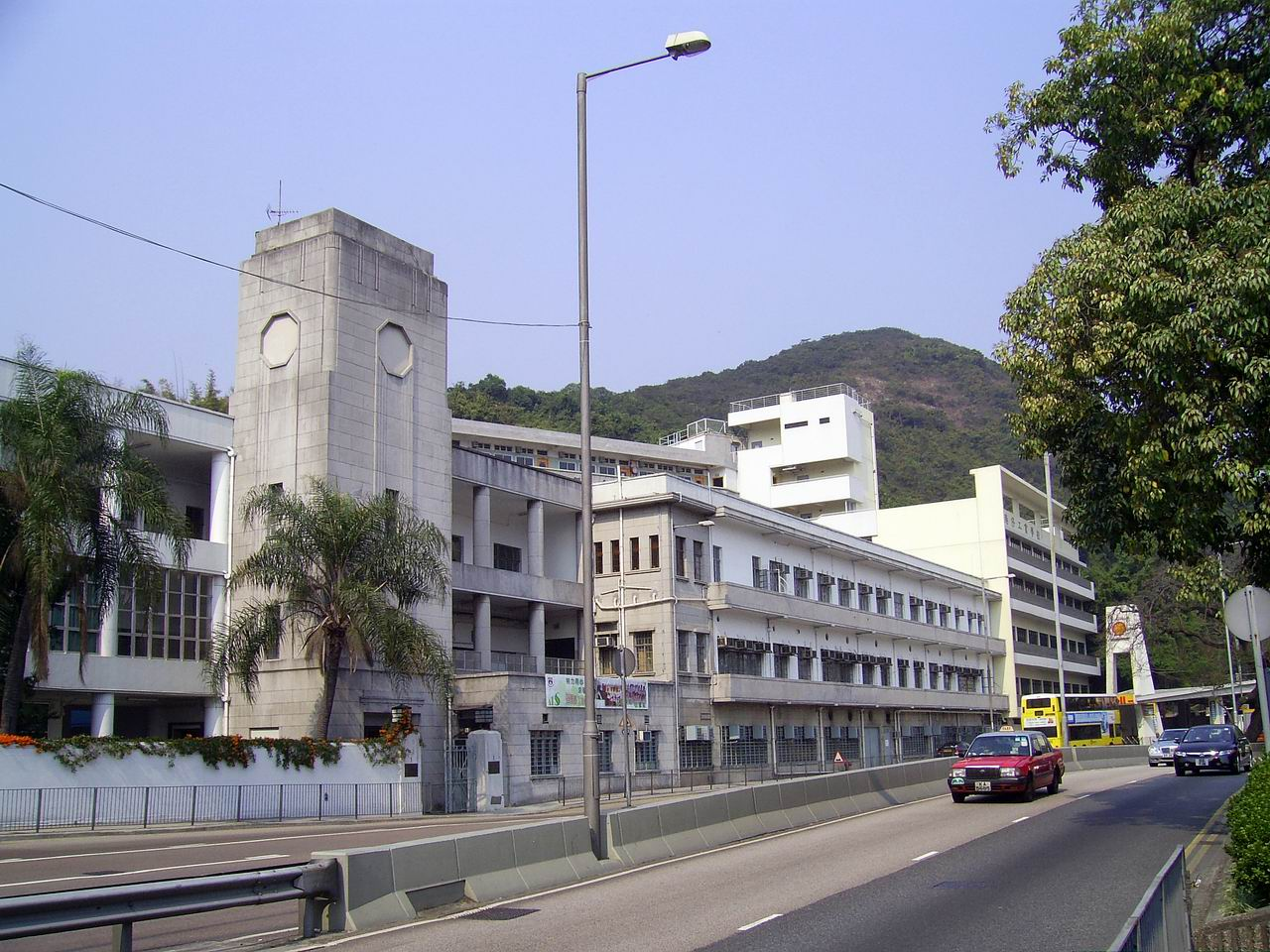
Абердинская техническая школа
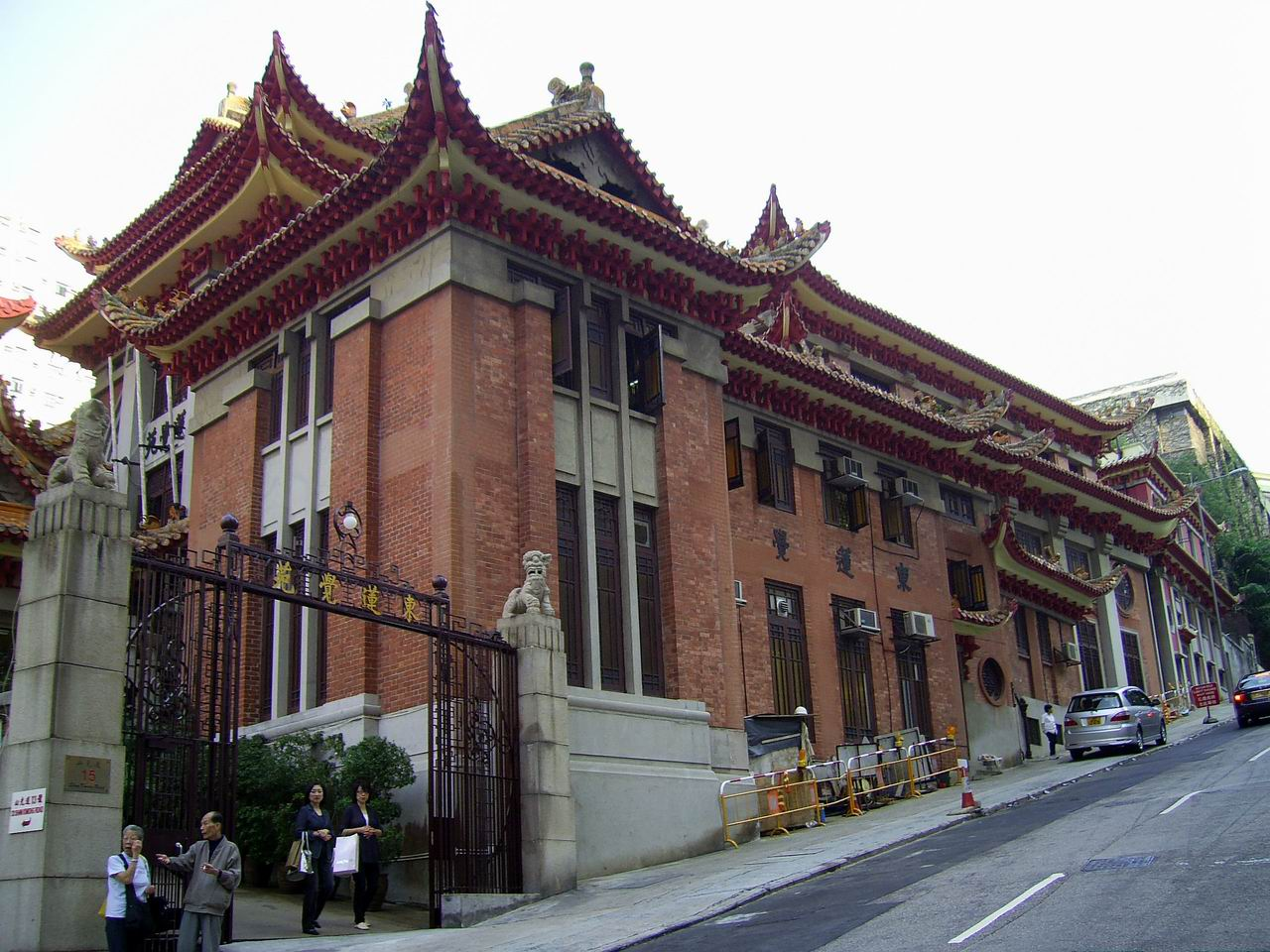
Тхунлинькокъюэнь
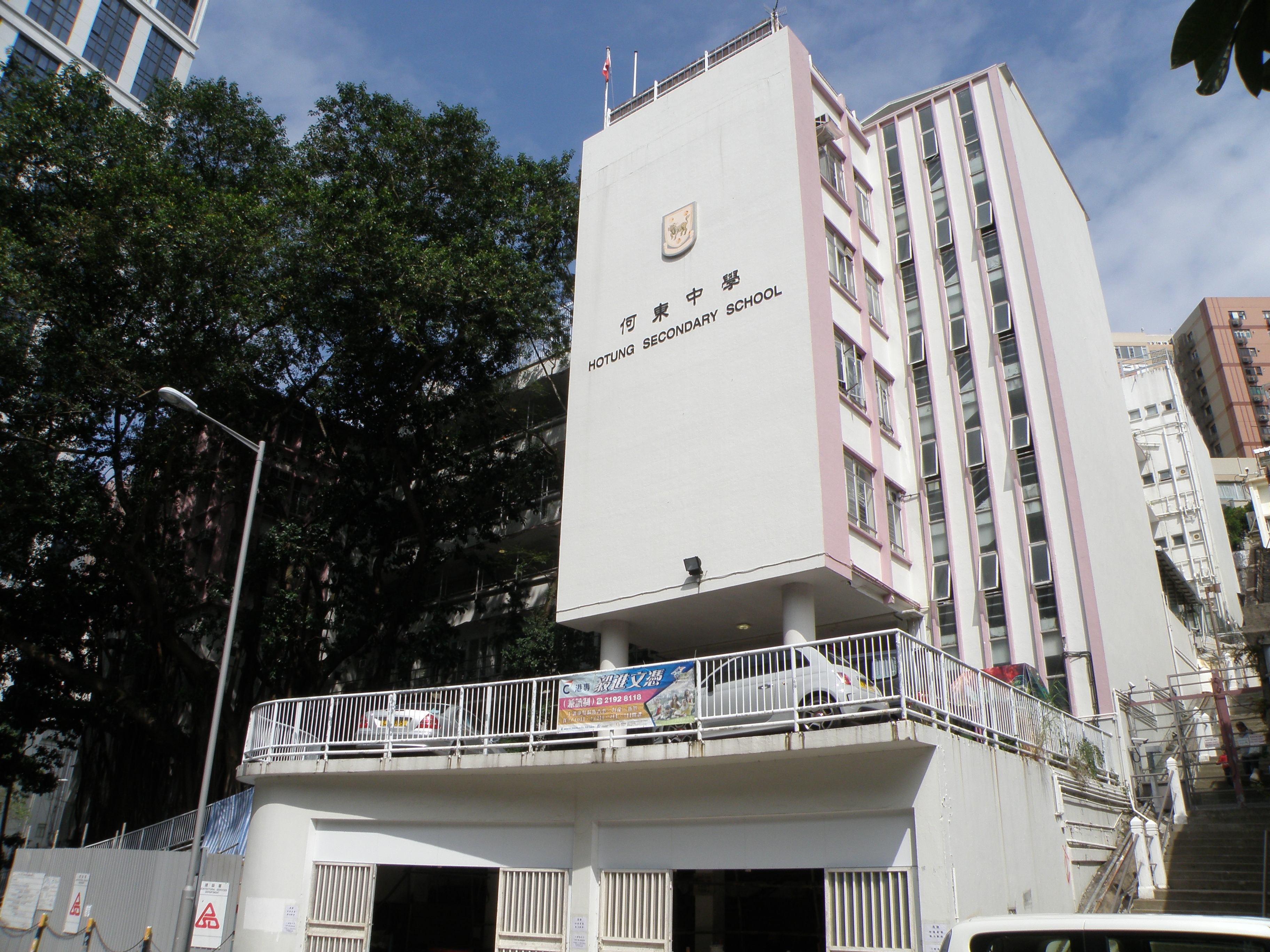
Средняя школа Хотхуна
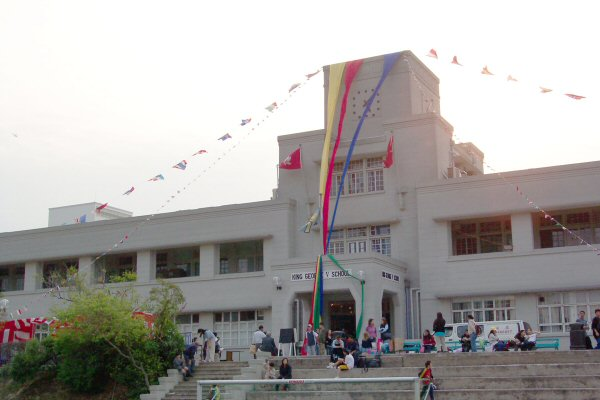
Школа Георга V
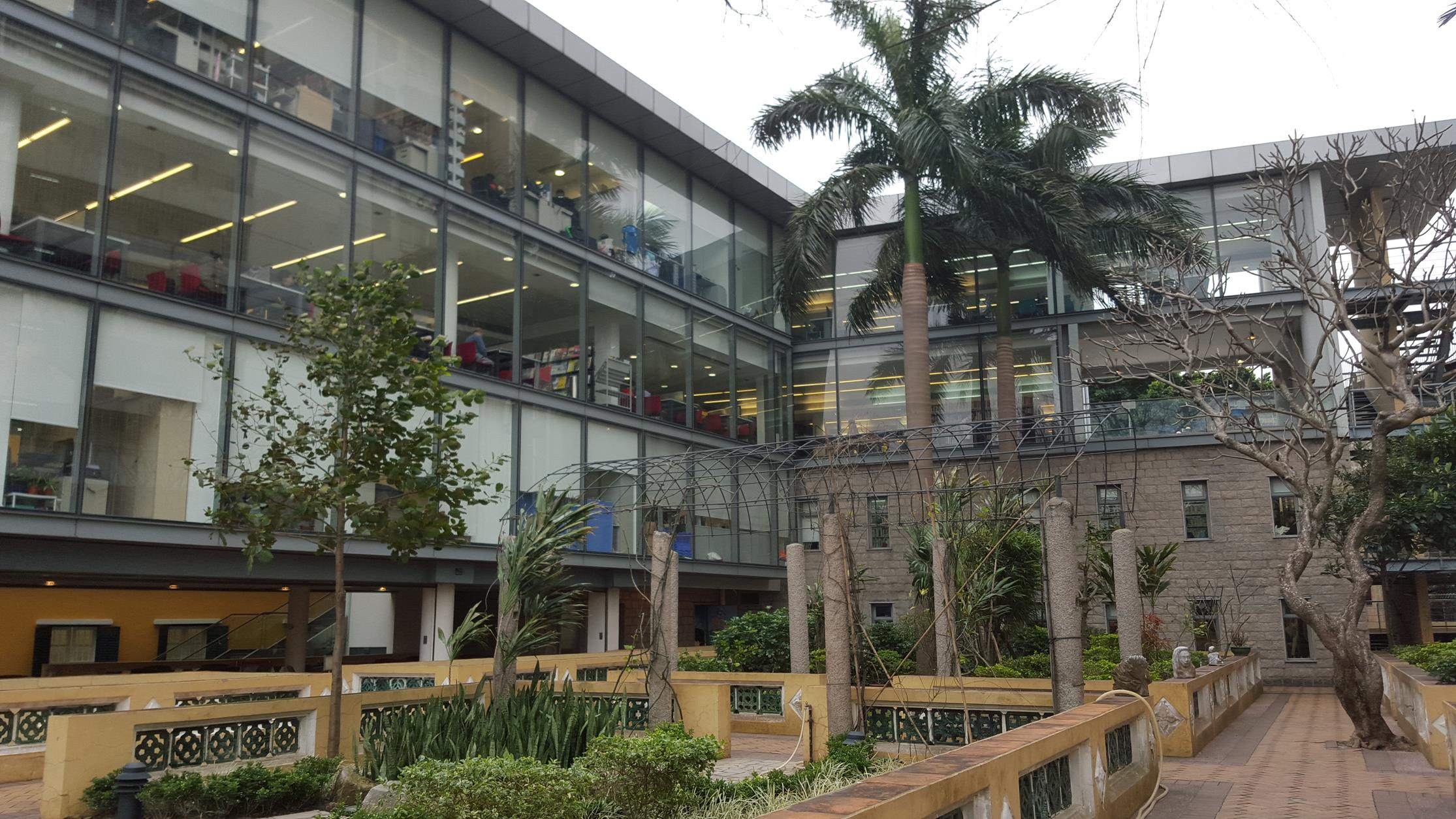
Библиотека Хотхуна
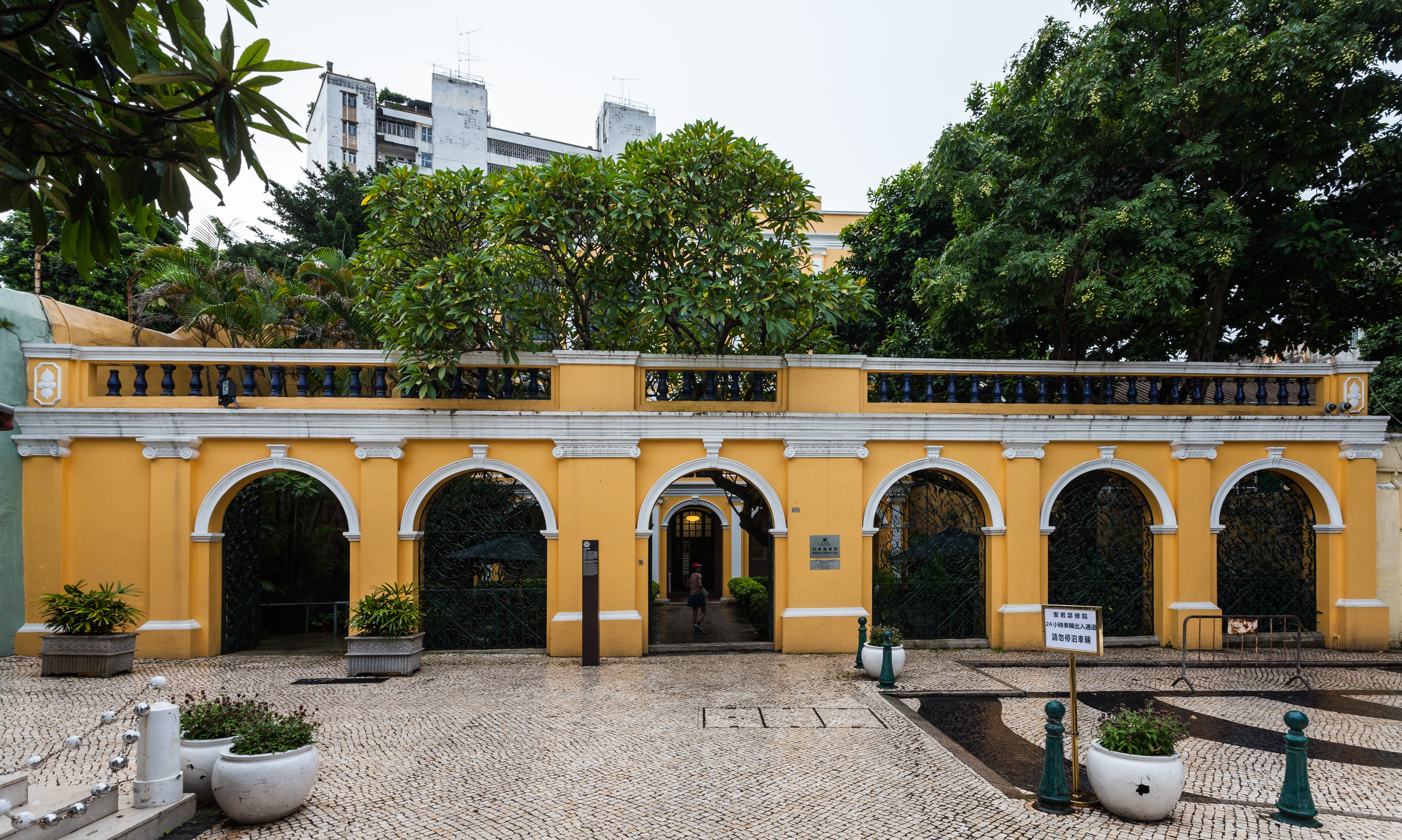
Библиотека Хотхуна
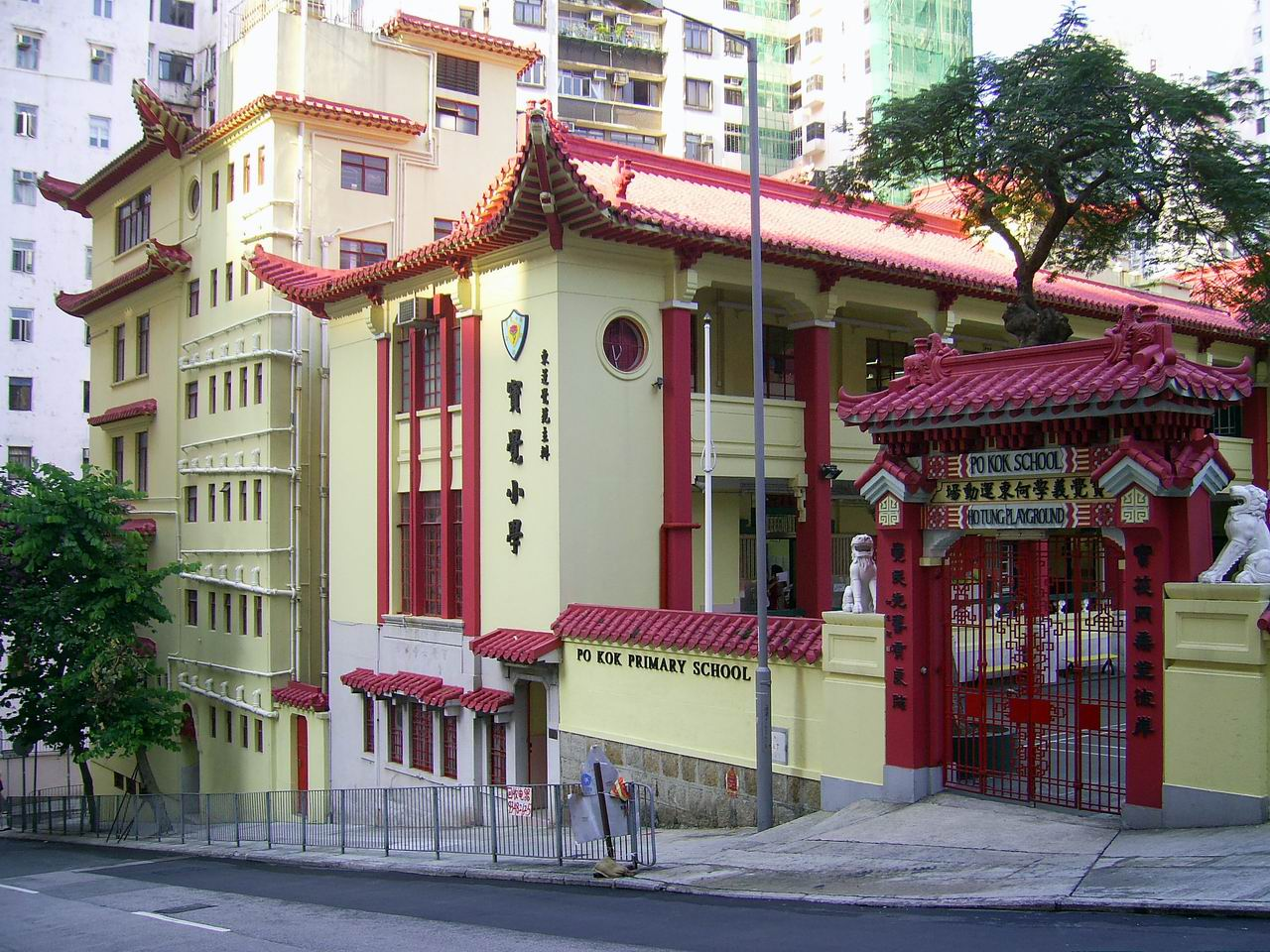
Школа Покок
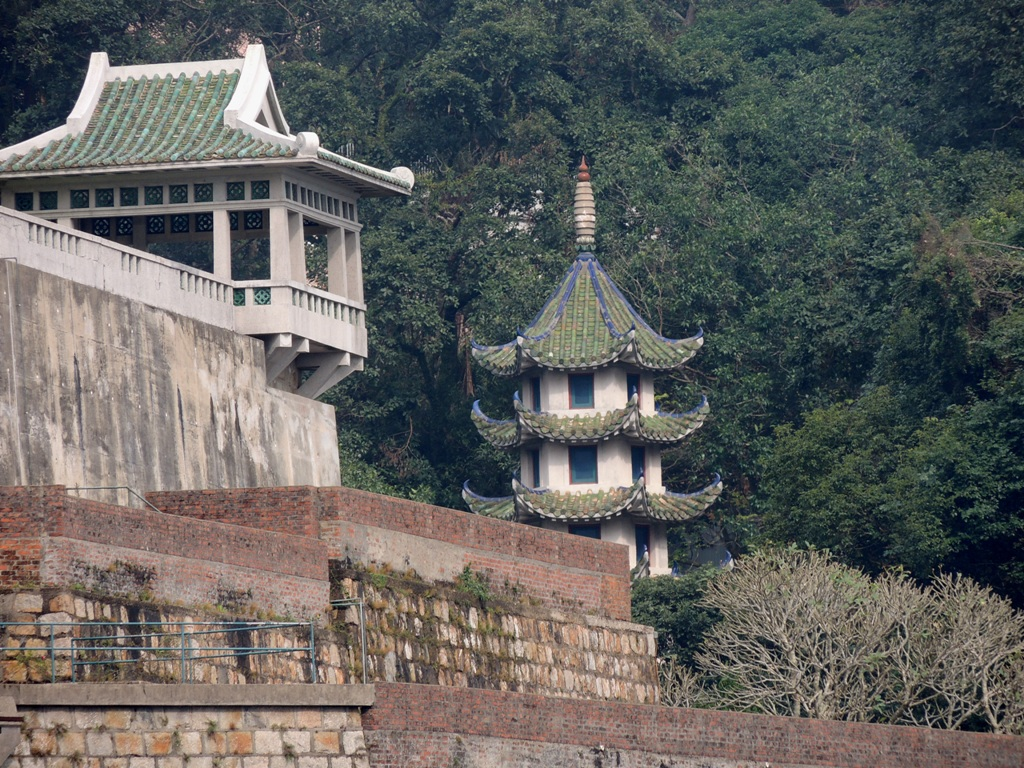
Хотхун Гарденс
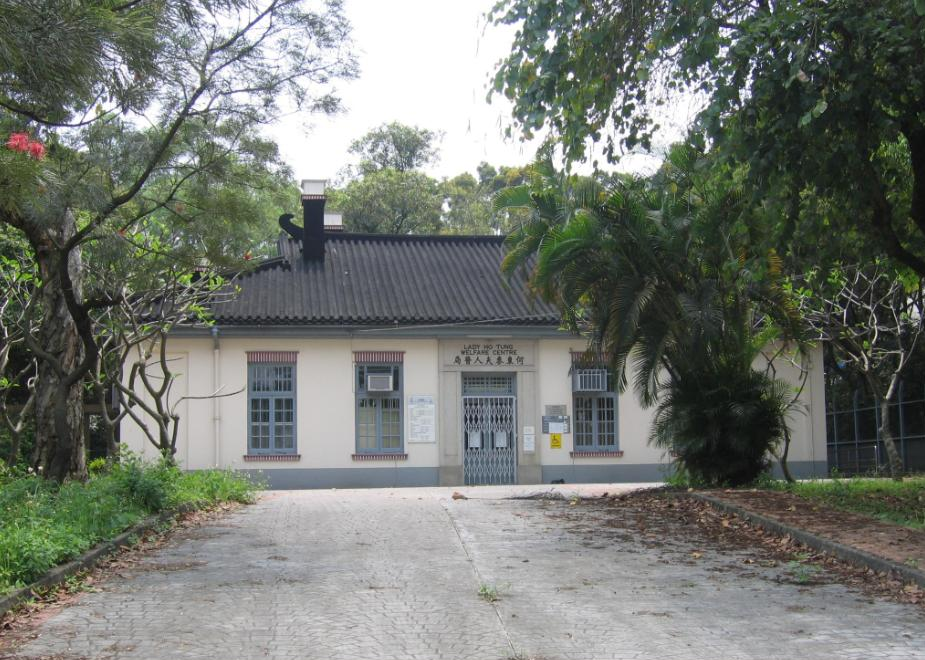
Клиника Хотхуна
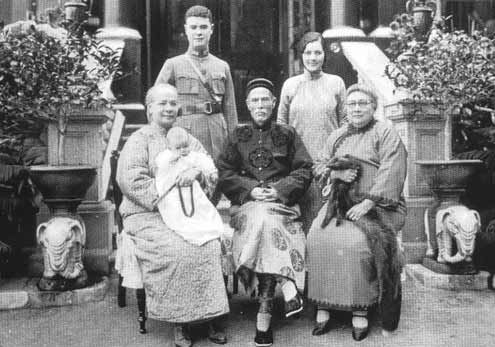
Хотхун с двумя жёнами и семьёй сына
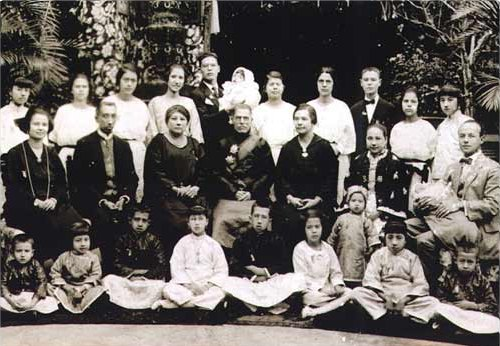
Три поколения семьи Хотхуна
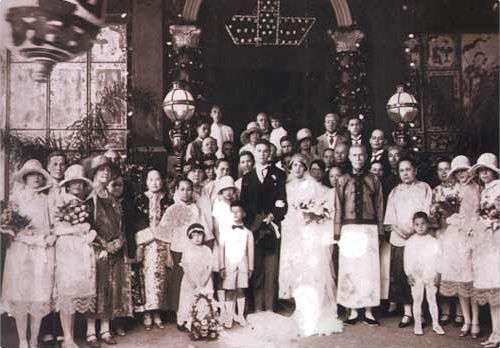
Хотхун на семейной свадьбе